# Corrosella marocana
Espèce
Statut de conservation UICN

CRB1ab(ii,iii)c(ii,iii)+2ab(ii,iii)c(ii,iii) : 
En danger critique
Corrosella marocana est une espèce de gastéropodes d'eau douce de la famille des Hydrobiidae

## Répartition
Ce gastéropode est endémique du Maroc.

## Description
L'holotype de Corrosella marocana mesure 3 mm de haut et présente un diamètre maximal de 1,5 mm.

## Statut de conservation
L’UICN classe cette espèce en danger critique d'extinction.

## Systématique
Le nom valide complet (avec auteur) de ce taxon est Corrosella marocana (Pallary, 1922).
L'espèce a été initialement classée dans le genre Hydrobia sous le protonyme Hydrobia marocana Pallary, 1922,.
Corrosella marocana a pour synonyme :
- Hydrobia marocana Pallary, 1922

### Étymologie
Son épithète spécifique, marocana, fait référence à sa localité type, le Maroc.

### Publication originale
- Paul Pallary, « Faune malacologique du Grand Atlas », Journal de Conchyliologie, Paris, vol. 66, no 3,‎ 20 juin 1922, p. 185-217 (ISSN 0021-7719, e-ISSN 2391-0992, lire en ligne, consulté le 22 septembre 2024).